# 大門 (塩尻市)
大門（だいもん）は、長野県塩尻市の中央部にある地区。官公庁や商業施設等が集中する同市の中心市街地である。大字大門及び大門田川町以外は住居表示を実施している。地区の人口は約9600人。

## 概要
田川上流左岸にあり、桔梗ヶ原台地の南端に位置する。中山道塩尻宿の西方約2キロメートル地点にあり、江戸時代までは農村であったが、1902年（明治35年）の塩尻駅の開設に伴い、駅前の大門中央通りに塩尻大門商店街が形成され、急速に発展した。
2008年には中心市街地活性化事業が開始、2010年には塩尻市市民交流センター「えんぱーく」が開業した。「えんぱーく」は塩尻市立図書館を中心に、子育て支援施設、市役所の分室、オフィスなどから構成される複合型施設となっている。塩尻大門商店街では毎年10月に商店街振興組合や子育て連絡協議会等の地域団体からなる実行委員会により、1990年代から「ハッピーハロウィン in しおじり」が開催され、商店街で開催されるハロウィンイベントとしては日本国内で最大規模となっている。

### 地価
住宅地の地価は、2025年（令和7年）1月1日の公示地価によれば、大門の宅地および宅地見込み地における地価は次の通りである。
- 大門六番町3-16 : 61,300円/m2
- 大門八番町2-11 : 60,800円/m2
- 大門田川町150-117 : 50,300円/m2

## 地域

### 大門一番町
1965年（昭和40年）設定。塩尻駅の東側に位置する。塩尻市市民交流センター「えんぱーく」や産学官連携施設「塩尻インキュベーションプラザ」、再開発ビル「ウィングロード」等がある。塩尻駅は中央本線開通当初、当該区域に開業した。郵便番号は、399-0736。

### 大門二番町
1965年（昭和40年）設定。塩尻駅の南東に位置する。郵便番号は、399-0735。

### 大門三番町
1965年（昭和40年）設定。塩尻駅の南東側に位置する。大門神社が鎮座する。郵便番号は、399-0733。しおじりコミュニティ放送（高ボッチ高原FM）がある。

### 大門四番町
1965年（昭和40年）設定。塩尻駅の南東に位置する。長野県道305号床尾大門線や長野県道301号塩尻停車場線の各終点がある。映画館の塩尻東座がある。郵便番号は、399-0734。

### 大門五番町
1965年（昭和40年）設定。塩尻駅の東側に位置する。塩尻市立塩尻西小学校がある。郵便番号は、399-0732。

### 大門六番町
1965年（昭和40年）設定。塩尻駅の東側に位置する。塩尻郵便局や塩尻市立体育館、日本電産コパル塩尻事業所がある。郵便番号は、399-0731。

### 大門七番町
1965年（昭和40年）設定。塩尻駅の東側に位置する。塩尻市役所や塩尻市文化会館（レザンホール）がある。郵便番号は、399-0738。

### 大門八番町
1965年（昭和40年）設定。塩尻駅の東側に位置する。1982年（昭和57年）にスイッチバック解消のために移転した塩尻駅があり、長野県中南部の交通の要衝となっている。郵便番号は、399-0737。

### 大門泉町
1981年（昭和56年）設定。塩尻駅の東側に位置する。国道19号・20号・153号の合流地点である高出交差点に接する。郵便番号は、399-0742。

### 大門幸町
1981年（昭和56年）設定。塩尻駅の東側に位置する。郵便番号は、399-0741。

### 大門並木町
1981年（昭和56年）設定。塩尻駅の東側に位置する。郵便番号は、399-0746。

### 大門桔梗町
1996年（平成8年）設定。塩尻駅の東側に位置する。郵便番号は、399-0745。

### 大門田川町
1984年（昭和59年）設定。塩尻駅の南東側に位置する。住居表示は未実施。郵便番号は、399-0743。

### 大字大門
住居表示実施区域の残余部分。塩尻駅の南側から西側に位置する。JR中央本線が東西を貫通し、中央部を国道19号、南部を長野県道292号御馬越塩尻停車場線が通る。サントリー塩尻ワイナリーや、レゾナック塩尻事業所のほか、塩尻駅の南方にJR塩尻総合事務所、塩尻機関区がある。郵便番号は、399-0744。

## 小・中学校の学区
市立小・中学校に通う場合、学区は以下の通りとなる。
| 地区 | 小学校               | 中学校             |
| --- | -------------------- | ------------------ |
| 大門一番町、大門二番町、大門三番町、大門四番町、大門五番町、大門六番町、大門七番町、大門八番町、大門泉町、大門幸町、大門並木町、大門桔梗町、大門田川町 | 塩尻市立塩尻西小学校 | 塩尻市立塩尻中学校 |
| 大字大門 | 塩尻市立桔梗小学校   | 塩尻市立広陵中学校 |